# Site archéologique de Makthar
Le site archéologique de Makthar, vestige de l'antique Mactaris, est un site archéologique du centre-ouest de la Tunisie, situé à Makthar, ville sur la bordure nord de la dorsale tunisienne.
Le site est l'un des plus étendus du pays, et une grande partie n'a pas encore fait l'objet, en 2020, de recherches archéologiques, la situation pouvant être comparée au site de Bulla Regia. Le relatif éloignement de la région et une intégration difficile dans les réseaux de communication peuvent en constituer certaines des raisons.
Outre les nombreux vestiges qu'il abrite au sein d'un parc archéologique, seuls quelques éléments épars en étant exclus, un petit musée présente diverses pièces archéologiques trouvées sur le site.

## Localisation
Le site est localisé à la limite entre le nord-ouest et le centre-ouest de la Tunisie, à 150 kilomètres au sud-ouest de Carthage et à 70 kilomètres au sud-est de Sicca Veneria.

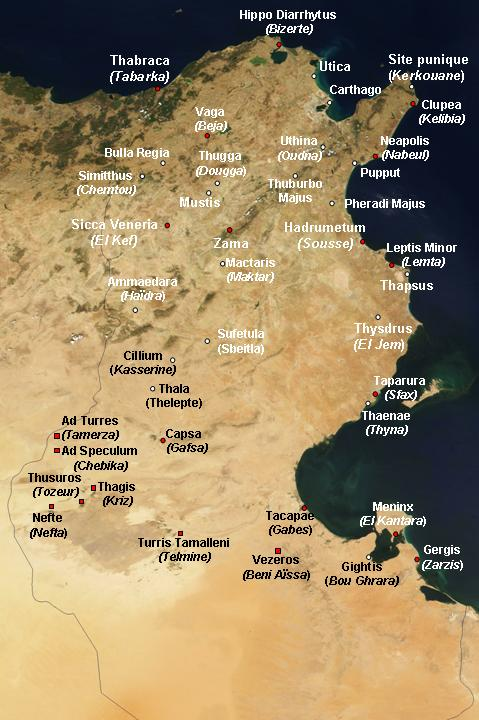
Site de Mactaris à l'ouest de la Tunisie antique.

La cité a été construite sur le bord d'un plateau situé à une altitude de 900 mètres, entre les vallées des oued Ouzafa et Saboun. Cette installation sur un site aisé à défendre illustre sa vocation primitivement militaire.

## Histoire

### Cité numide puis romaine
Mactaris est habitée dès le VIIIe millénaire av. J.-C., comme l'atteste la présence d'escargotières fossilisées. La fondation de la cité elle-même est sans doute le fait des populations libyques, comme peut l'indiquer le toponyme MKTRM, transposé en Mactaris en latin. Aux IIIe et IIe siècles av. J.-C., c'est une importante cité numide qui conclut une alliance privilégiée avec Carthage sous le règne du roi Massinissa (202-148 av. J.-C.). La cité profite du développement de Carthage avant d'accueillir des flux importants de réfugiés à la chute de la cité en 146 av. J.-C.. Massinissa s'empare finalement de la cité en 149 av. J.-C..
L'époque néo-punique voit un développement certain, les stèles retrouvées à Bab El Aïn et datées du Ier siècle témoignant de la présence d'un tophet ; la divinité importante est alors Ba'al Hammon.

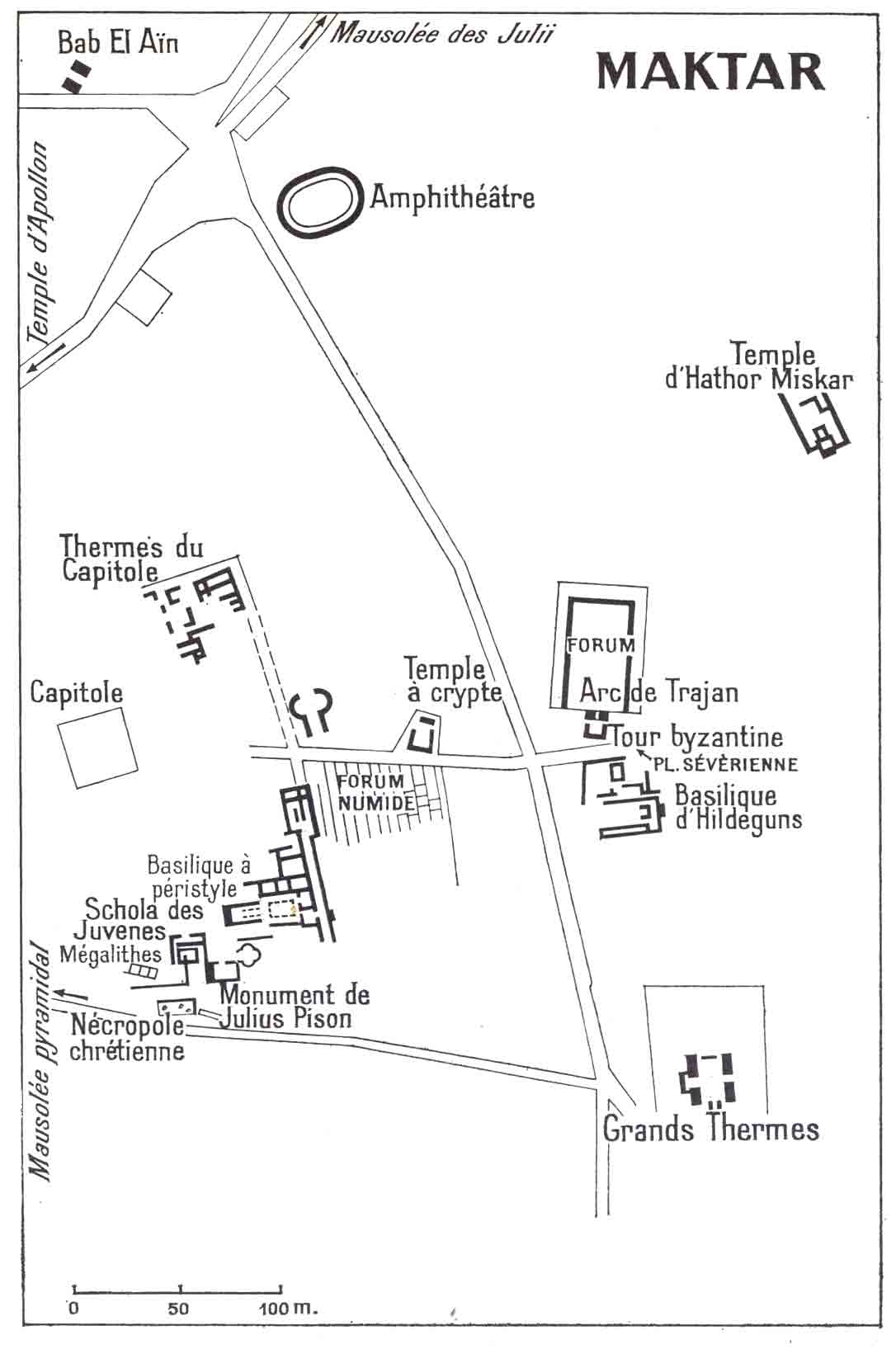
Plan du site archéologique.

Mactaris connaît une romanisation tardive mais réelle : elle obtient en 46 av. J.-C. le statut de ville libre mais conserve trois suffètes dans ses institutions locales jusqu'au début du IIe siècle, peut-être en raison de l'influence numide ; ces magistrats sont remplacés au même siècle par des triumvirs. Un certain nombre de familles intègre alors la citoyenneté romaine sous le règne de l'empereur Trajan et certaines atteignent le rang équestre dès le règne de Commode.
Promue colonie sous le nom de Colonia Aelia Aurelia Mactaris entre 176 et 180, la cité tire profit dès la fin du Ier siècle de la paix romaine et connaît une certaine prospérité. C'est à la fin du IIe siècle, sous le règne de l'empereur Marc Aurèle qu'elle connaît son apogée, qui se traduit par les nombreux monuments construits alors que la ville s'étend sur une superficie supérieure à dix hectares.
Au IIIe siècle, elle devient le siège d'un évêché chrétien et subit le schisme donatiste au Ve siècle ; la cité possède à cette époque deux cathédrales. C'est des années 260-270 que semble dater l'épitaphe dite « du moissonneur de Mactar », conservée au musée du Louvre, qui relate la carrière d'un ouvrier agricole obtenant après 23 ans de labeur le cens minimal lui permettant d'accéder au Sénat de sa cité. Cette ascension témoigne selon Gilbert Charles-Picard de la « décentralisation municipale [qui] contribue [...] à lutter contre la concentration du pouvoir politique et, par contrecoup, de la richesse ». La ville est intégrée à la province de Byzacène lors de la réorganisation de l'empire par Dioclétien.
Le déclin de la ville commence avec les invasions vandales à partir de 439. Sous le règne de Justinien, des fortins sont aménagés dans les édifices existants dont ceux des « Grands thermes ». Le déclin est définitif au XIe siècle. avec le passage des tribus des Hilaliens.

### Succession des fouilles
Le site est connu des voyageurs dès le début du XIXe siècle. Les fouilles ne débutent réellement qu'en 1893, année qui voit le dégagement du temple d'Hathor Miskar. Elles ne s'arrêtent jamais vraiment, mais reçoivent une impulsion à partir de 1944 sous la direction de Gilbert Charles-Picard. Les deux fora sont dégagés de 1947 à 1956. En 1946-1955, c'est le tour de la Schola Juvenes d'être dégagée.
Les fouilles reprennent quelques années après l'indépendance, en 1960.
Du fait de sa grande surface, le site n'a pas encore été totalement fouillé et certains éléments ont été placés hors du parc archéologique : le mausolée néo-punique, le temple d'Apollon, l'arc dit Bab El Aïn ainsi que le mausolée des Julii. C'est encore cet aspect inachevé des fouilles qui prévaut.

## Édifices

### Édifices antérieurs à l'époque romaine

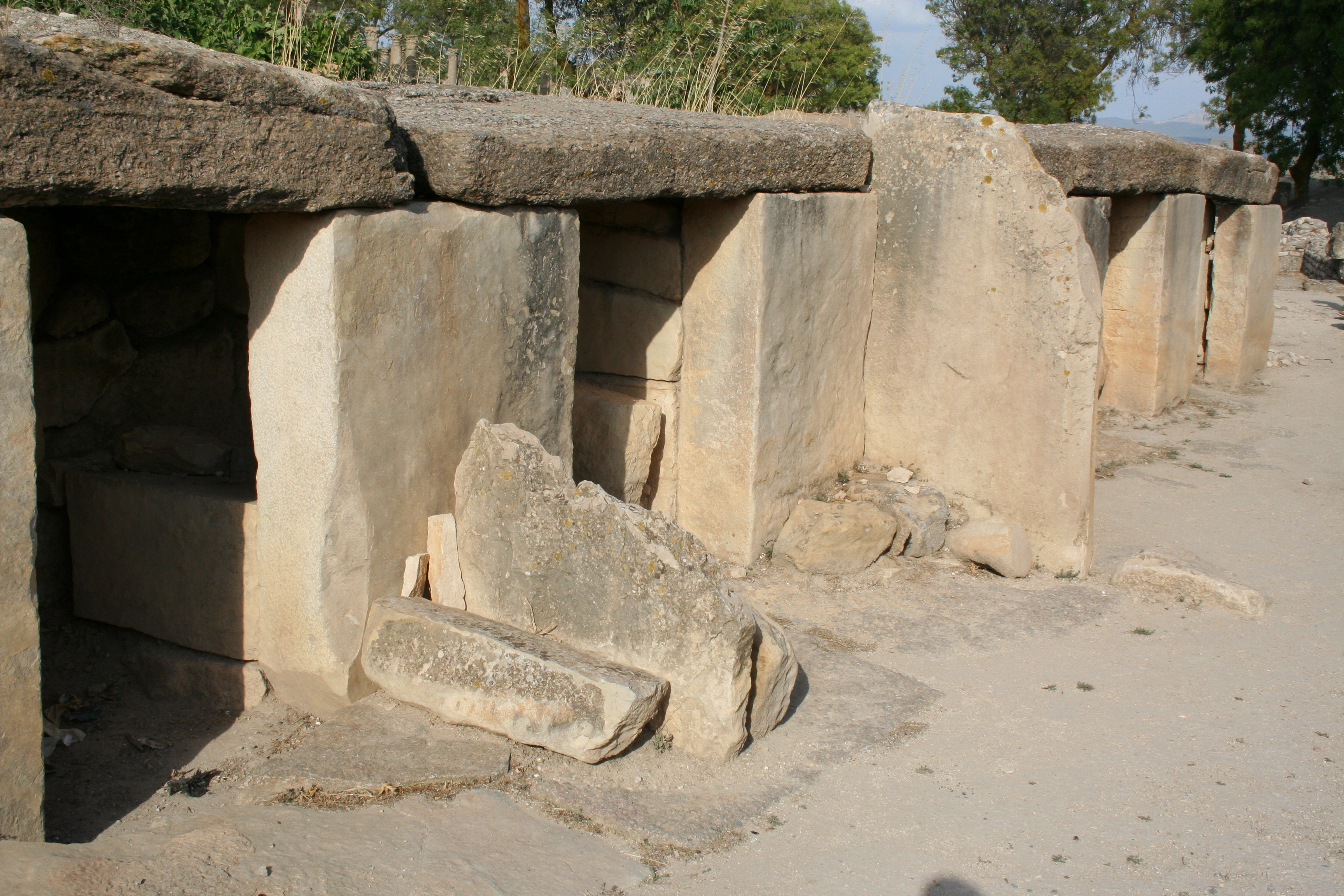
Mégalithes de Makthar.

Le site possède un bel ensemble de mégalithes qui a été fouillé. Constitué de grosses dalles, l'ensemble possédait un espace destiné au culte rendu aux défunts lors des cérémonies de dépôt des cendres. Les mégalithes ont servi de lieu de sépulture collective. Les fouilles d'une chambre funéraire intacte, effectuées par Mansour Ghaki, ont permis de retrouver un grand nombre de céramiques de diverses origines, locales mais aussi importées. Ce matériel a permis une datation du début du IIIe siècle av. J.-C. à la fin du Ier siècle. Le 17 janvier 2012, le gouvernement tunisien propose l'ensemble pour un futur classement sur la liste du patrimoine mondial de l'Unesco, en tant que partie des mausolées royaux de Numidie, de la Maurétanie et des monuments funéraires pré-islamiques.
Il existe également sur le site un bel exemple de mausolée pyramidal de type punicisant, se rapprochant du mausolée d'Atban à Dougga. En outre, les archéologues ont dégagé une place publique d'époque numide qui devait être le centre religieux de la ville, de par la présence de temples, et qui abrita un temple d'Auguste et de Rome.
Le temple d'Hathor Miskar est bien connu du fait des importantes fouilles qui y ont été effectuées, même si les vestiges en sont mal conservés. Au centre du sanctuaire, les archéologues ont retrouvé un autel daté d'environ 100 av. J.-C..

### Édifices civils

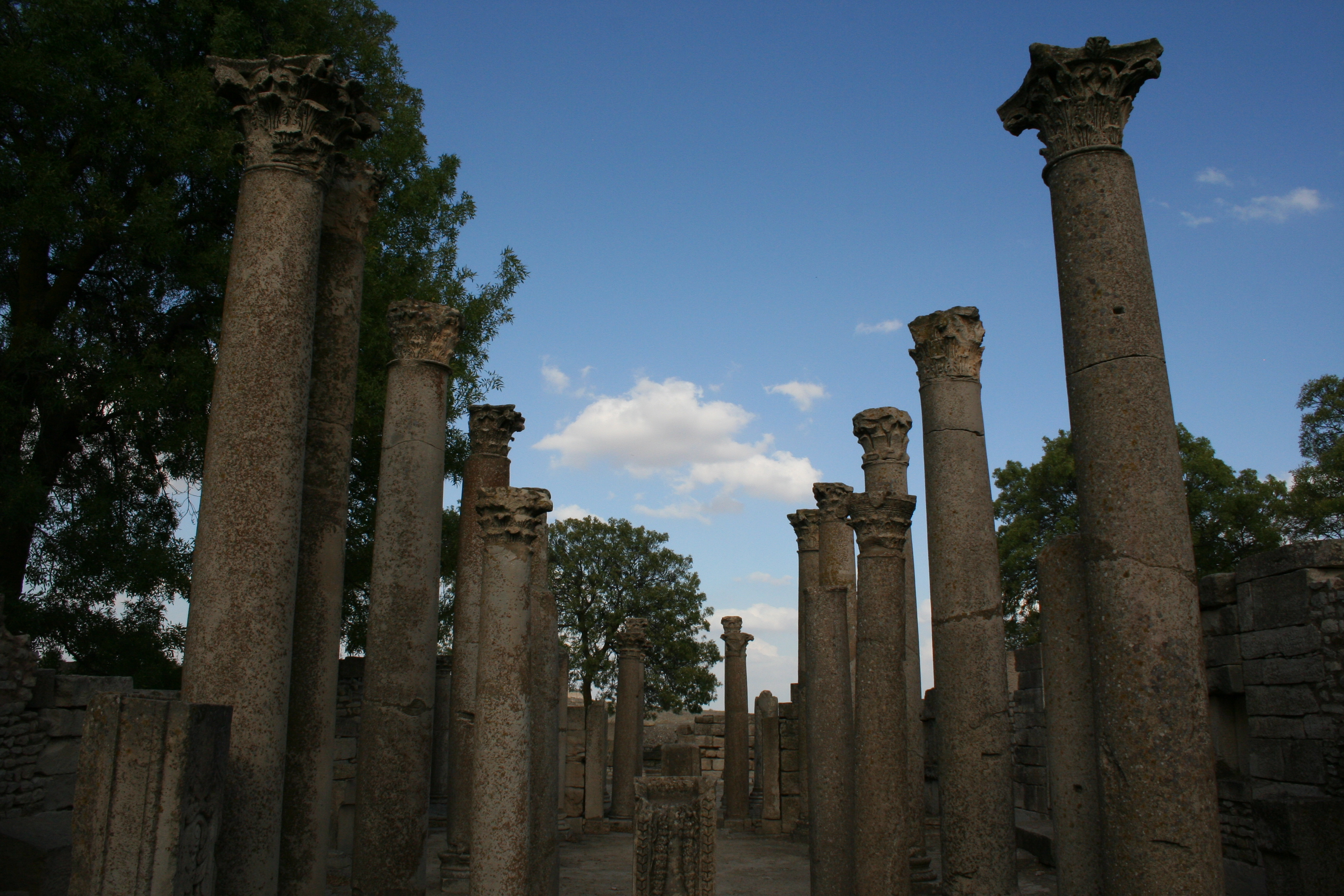
Schola Juvenes.

La Schola Juvenes est, dans son état actuel, un bâtiment d'époque sévérienne particulièrement bien conservé et fouillé par Gilbert Charles-Picard ; il a été interprété comme le lieu de réunion du collège des juvenes (jeunes) de la cité grâce à une inscription. La bâtisse financée par Julius Piso reprend l'emplacement d'un sanctuaire d'époque flavienne consacré à Mars, et a connu des travaux de réfection sous le règne de Dioclétien.
Si l'Empire romain a souvent vu d'un très mauvais œil la liberté d'association, il n'en autorise pas moins certaines formes, sous le nom de « collège », à condition qu'ils ne troublent pas l'ordre public et se justifient par des raisons religieuses (piété et solidarité funéraire) ou d'intérêt public (collège de pompiers). C'est à cette dernière catégorie qu'appartiennent les collèges de juvenes constitués de jeunes hommes pouvant exercer des fonctions d'ordre public dans la cité (patrouilles nocturnes) mais constituant surtout un cadre de sociabilité apprécié par les élites urbaines, même si les ruraux et les personnes moins riches peuvent aussi en faire partie. En 238, à El Jem, c'est ainsi le collège des juvenes qui mena la révolte portant Gordien Ier au pouvoir.
On comprend donc l'intérêt historique que peut présenter ce monument en restituant le cadre architectural de ces importantes associations. Les vestiges comprennent une cour à portiques, des pièces consacrées au culte au nord, des installations sanitaires à l'est, et enfin une salle de réunion à l'ouest. Ce plan reprend une tradition hellénistique, de la palestre quadrangulaire à péristyle.

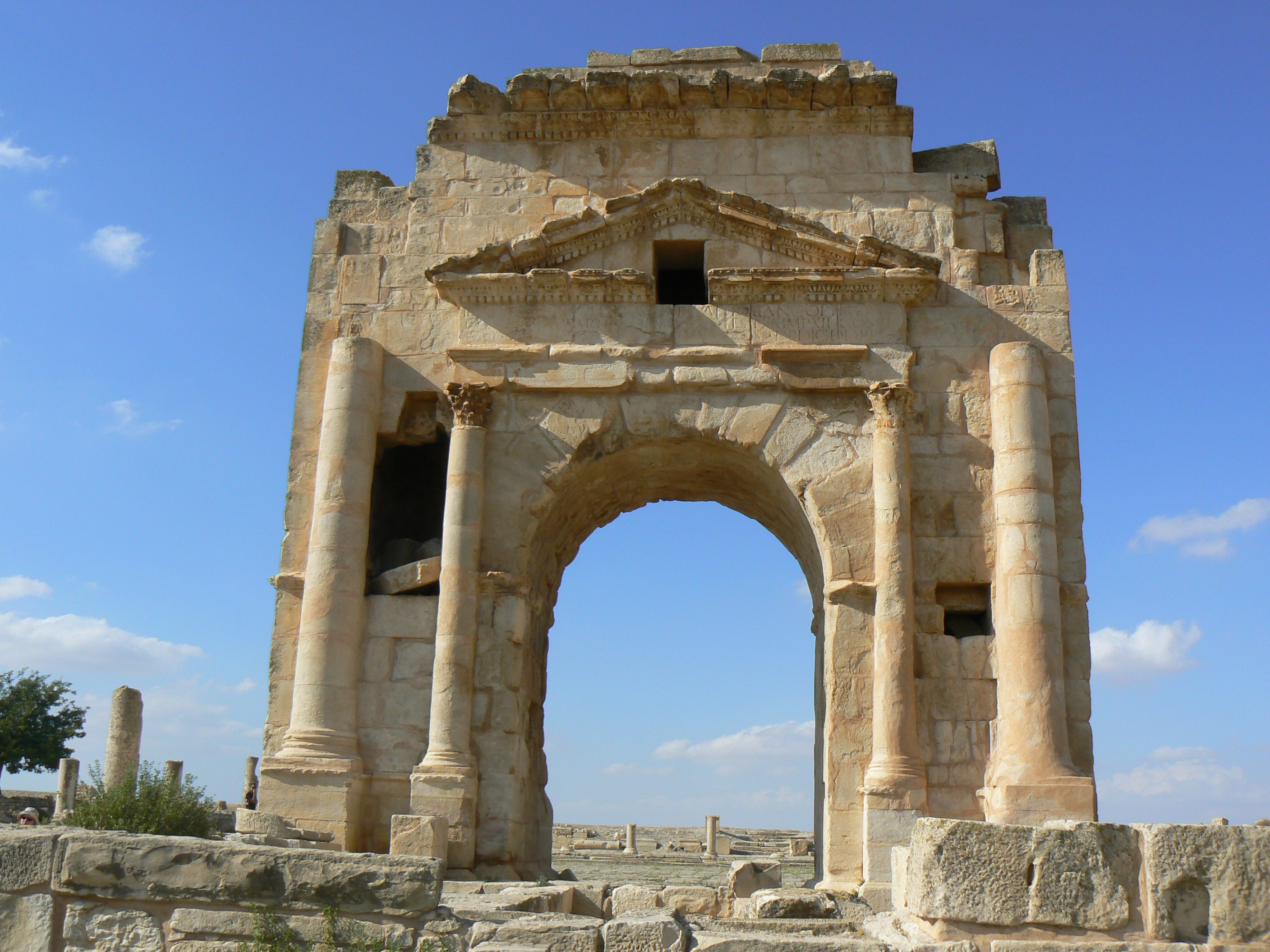
Arc de Trajan.

À proximité de l'édifice se trouvent les vestiges d'un édifice à auges dont la destination n'est pas assurée mais qui a pu servir à la collecte de l'impôt en nature ou annone.
Le forum est le lieu où se croisaient le decumanus et le cardo (symbolisant le cœur de la cité romaine). Le dallage de la place de 1 500 m2 est remarquablement bien conservé. Sur ses côtés, la place possédait un portique et était fermée par un arc qui constitue encore l'un des fleurons du site.
L'arc de triomphe à une baie, construit en l'honneur de l'empereur Trajan en 116, a été conservé et intégré dans les fortifications de l'époque byzantine, une tour y était accolée. La bâtisse commémore le changement de statut de la cité et la fondation d'un nouveau quartier.
Une autre importante porte, dite Bab El Aïn, est située à l'extérieur du parc archéologique. Les archéologues ont retrouvé en 1969 dans sa maçonnerie un grand nombre de stèles néo-puniques présentées pour certaines au musée du site.

### Édifices de loisirs
Le site présente les vestiges de thermes importants avec une date de construction située entre la fin du IIe et le début du IIIe siècle : les « Grands thermes du sud », qui figurent parmi les plus importants de l'Afrique romaine avec des murs conservés sur une hauteur supérieure à douze mètres et une belle mosaïque à décor de labyrinthe, et les « thermes du Capitole ».

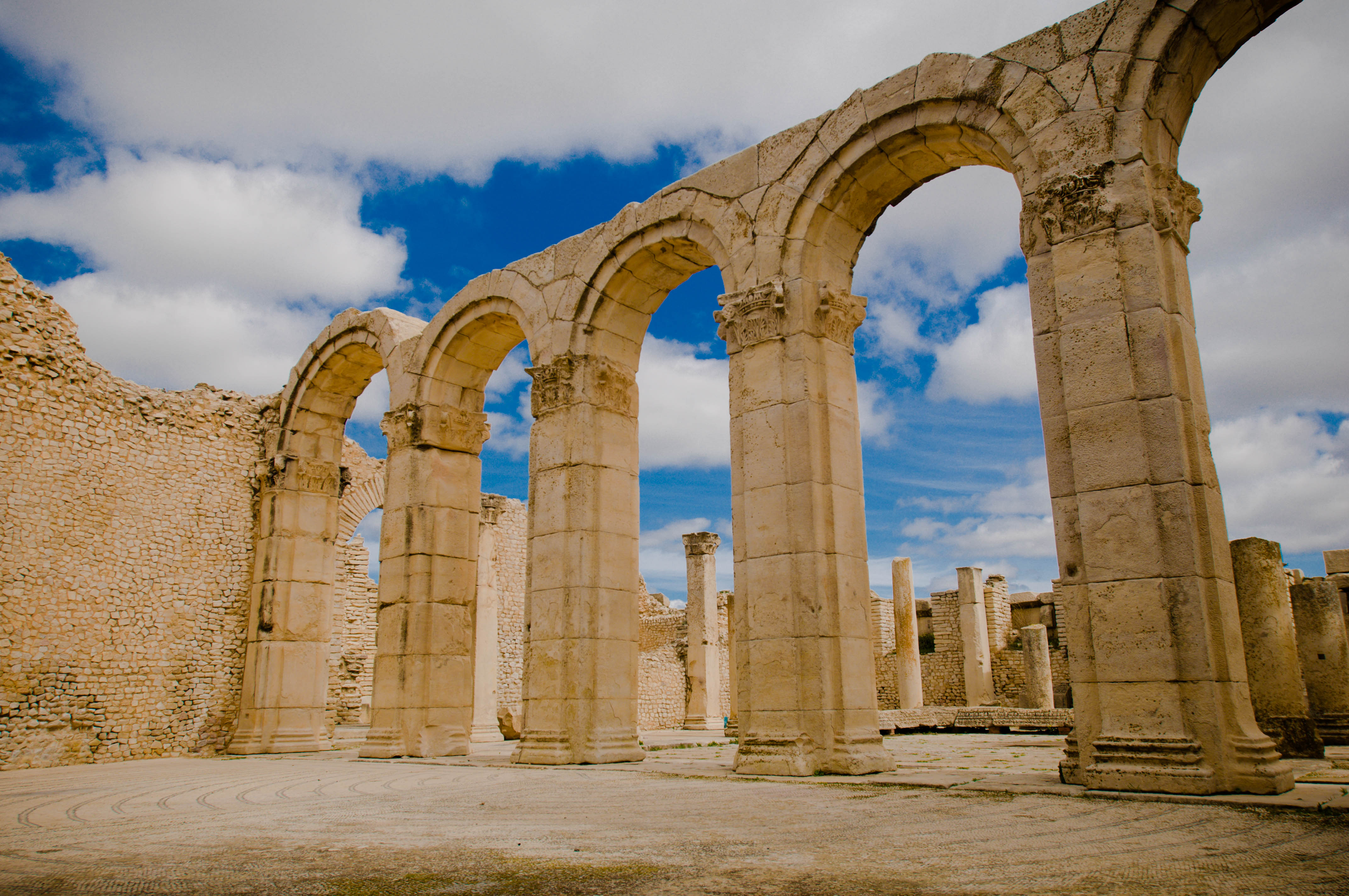
Arcades des « Grands thermes du sud ».

Les thermes principaux de Makthar, inaugurés en 199, ne semblent pas avoir possédé de palestre. Yvon Thébert considère quant à lui que les palestres étaient intégrées à la construction au plan symétrique dont la surface totale est d'environ 4 400 m2, dont 225 m2 pour le seul frigidarium d'époque sévérienne, qui occupe le centre du complexe avec la piscine de natatio accolée et encadrée de deux apodyteria. Au IVe ou au début du Ve siècle, les installations sont réduites : le complexe est transformé en fortin à l'époque byzantine et doté d'une enceinte en grand appareil.
Les thermes ouest, dit « du Capitole », sont transformés en église au IVe siècle selon Alexandre Lézine ou au Ve siècle selon Gilbert Charles-Picard. Noël Duval pour sa part évoque le VIe siècle comme dernière date possible pour le changement de fonction de la bâtisse. Le bâtiment n'est pas complètement connu, tout comme sa surface, même si Yvon Thébert le classe parmi les thermes de dimensions moyennes. À l'est, la construction possédait des arcades dont il reste des éléments de sa partie septentrionale.
Un amphithéâtre, également conservé à l'entrée du site, a fait l'objet d'une importante restauration. La structure de la cavea est différente au nord et au sud, ce qui en fait un édifice de type mixte : le nord est construit tandis que la partie sud tire parti du relief de la colline. Un dispositif unique de cages d'accès des bêtes à l'arène a également été retrouvé.

### Édifices religieux

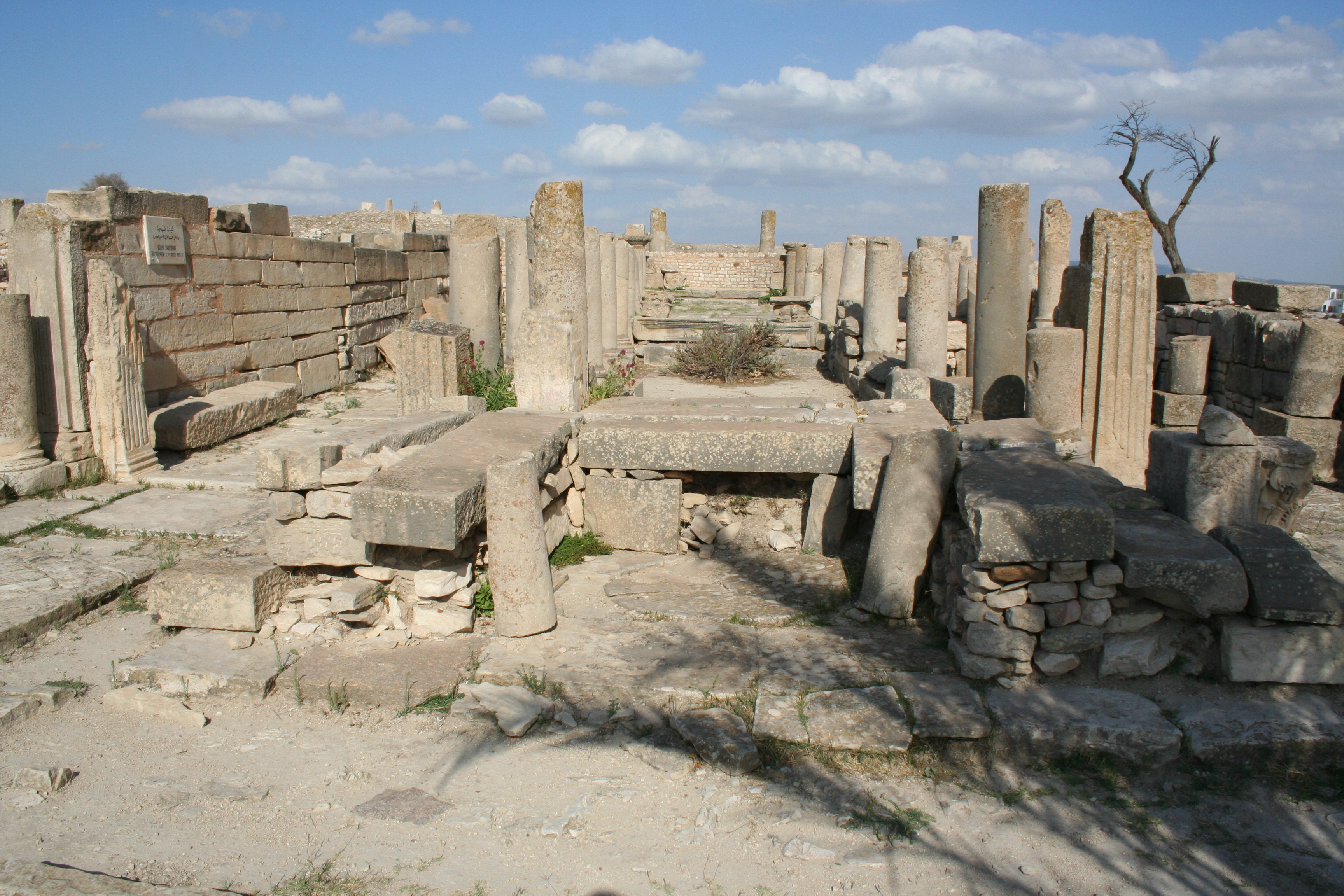
Basilique dite d'Hildeguns.

Le Capitole est assez mal conservé même si les fouilles ont livré une dédicace associant l'empereur à la triade Jupiter-Junon-Minerve. Le site a livré également un temple de Bacchus. Un temple d'Apollon a sans doute pris la suite d'un sanctuaire d'Eshmoun, le même processus étant sans doute à l'origine du temple de Liber Pater, interpretatio romana du dieu punique Shadrapha.
Plusieurs basiliques ont été retrouvées sur le site, dont l'une située juste à l'arrière du musée : cette construction, la basilique dite « de Rutilius », a fait l'objet d'études depuis son identification au XIXe siècle, la dernière en date étant réalisée par Noël Duval. Celui-ci a émis l'hypothèse que la bâtisse qui a repris l'emplacement d'un sanctuaire dédié à Saturne soit la cathédrale de la ville.
Le site possède enfin une basilique d'époque vandale dite « d'Hildeguns », possédant trois nefs et comprenant des tombes byzantines. Les constructions de cette époque sont très rares et cette rareté donne de la valeur aux vestiges subsistants.

## Découvertes effectuées sur le site

### Œuvresin situ
Un grand nombre d'œuvres est visible de par la situation privilégiée du musée de Makthar, à l'entrée du parc archéologique. De ce fait, les monuments peuvent apparaître relativement dépouillés. Néanmoins, on trouve une belle mosaïque au labyrinthe à l'intérieur des « Grands thermes du sud ».

### Œuvres déposées dans divers musées

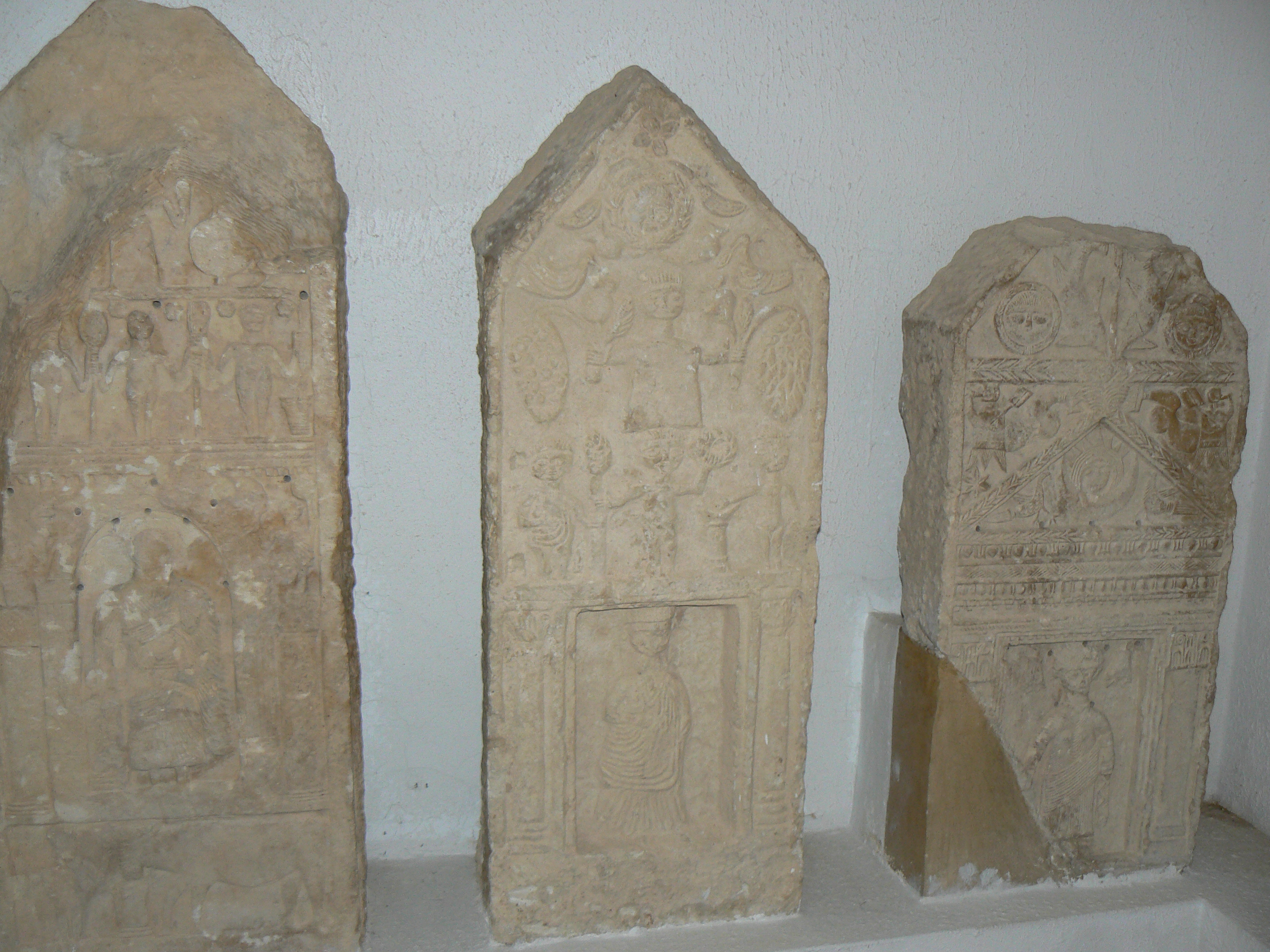
Partie des stèles dites « de La Ghorfa » au musée de Makthar.

L'épitaphe du « moissonneur de Mactar » est un document d'une valeur inestimable pour décrire la vie économique des campagnes et le processus de renouvellement des élites municipales au IIIe siècle. Mise au jour en 1882 par Joseph Alphonse Letaille, elle est exposée au musée du Louvre. Gilbert Charles-Picard l'a utilisé pour démontrer l'imbrication du milieu rural avec le monde urbain, du fait de la petite taille de la cité.
La série des stèles de La Ghorfa, découverte non loin de Makthar, à Maghrawa (antique Macota), est très dispersée : 22 stèles sont exposées au British Museum, deux au musée du Louvre, trois au musée d'Histoire de l'art de Vienne, douze au musée national du Bardo, les quatre dernières trouvées en 1967 étant pour leur part présentées au musée de Makthar.

### Œuvres déposées au musée national du Bardo

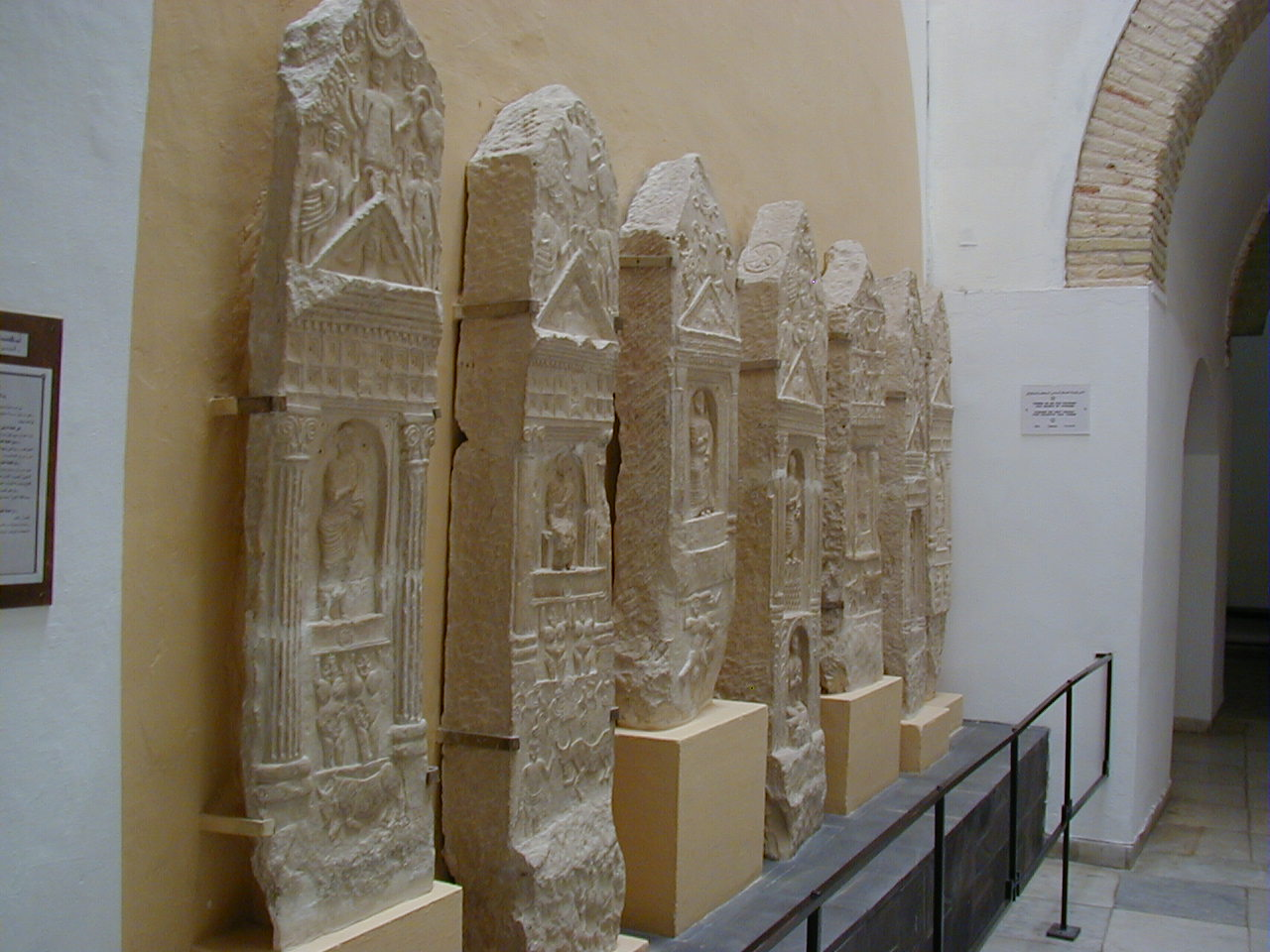
Partie des stèles dites « de La Ghorfa » au musée national du Bardo.

La sculpture de lion est une pièce en calcaire datée du Ier siècle. Elle se rattache à une tradition numido-punique. L'œuvre, qui a été dégagée en 1952 dans la nécropole nord-est de la cité, devait orner un monument funéraire.
Le traitement du sujet, remarquable de par la mise en valeur des yeux et de la crinière, en fait un exemplaire remarquable de la statuaire à l'époque pré-romaine.
Les stèles de La Ghorfa issues de la série découverte à Maghrawa présentent toutes une configuration semblable. Dotées d'un sommet de forme triangulaire, elles sont divisées en trois registres stéréotypés. Le registre supérieur laisse apparaître des divinités sous forme humaine, Saturne ou Tanit. On voit dans le registre central un fronton de temple avec le ou la dédicante, près d'un autel. Le dernier registre figure une scène de sacrifice, avec l'animal sacrifié et parfois le sacrificateur.